# ريتشارد إليهو سلون
ريتشارد إليهو سلون هو محامي وقاضي وسياسي أمريكي، ولد في 22 يونيو 1857 في مقاطعة بتلر في الولايات المتحدة، وتوفي في 13 ديسمبر 1933 في فينيكس في الولايات المتحدة. نشط حزبياً في الحزب الجمهوري. وقد انتخب حاكم إقليم أريزونا ‏ (1 مايو 1909 – 14 فبراير 1912).